# 다몬과 핀티아스

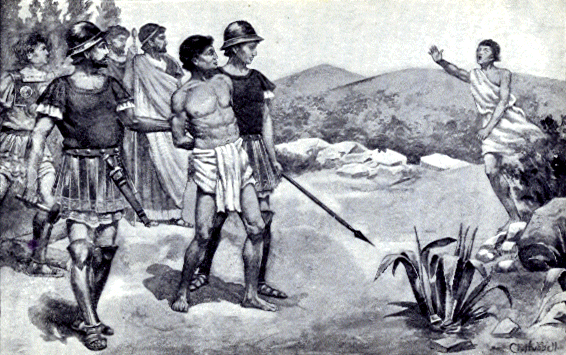

다몬과 핀티아스는 우정에 관한 피타고라스 학파의 이상을 그린 그리스의 역사적인 전설이다. 다몬과 피티아스(Damon and Pythias)라고도 한다. 핀티아스는 디오니시오스 1세로부터 사형을 선고받았다. 그는 디오니시오스 1세에게 자신의 남은 업무를 정리할 수 있도록 해달라고 요청했다. 디오니시오스는 핀티아스의 친구 다몬이 대신 갇힌다는 조건으로 이에 동의하였고 핀티아스가 돌아오지 않으면 그가 대신 사형에 처하게 될 것이었다. 핀티아스가 돌아오자 디오니시오스는 이들의 우애와 신뢰에 놀랐으며 이 둘을 모두 방면하였다. 그리고 둘을 자신의 신하로 삼았다.